# 스텁허브
스텁허브()는 이베이가 소유한 티켓 판매·구매 운영 회사이다. 스포츠, 음악, 연극 등의 입장권 구매자와 판매자를 연결하는 인터넷 플랫폼 서비스이다. 미국에서 가장 큰 2차 티켓시장에서 세계에서 가장 큰 2차 티켓시장으로 성장했다. 회사는 현재 재무상태를 공개하지는 않으나, 2015년에는 매달 1,600만 명 이상의 순 방문자와 1천만 건 이상의 이벤트를 관리했다.

## 역사
1억 본사는 캘리포니아주 샌프란시스코에 있다. 2000년 스탠퍼드 대학교 비즈니스 스쿨 학생이자 투자 은행가인 에릭 베이커(Eric Baker)와 제프 플러(Jeff Fluhr)가 창업했다. 설립자 에릭 베이커는 2004년 회사를 떠났고, 2007년에 이베이가 스텁허브를 인수했다.
미국 방송사 ABC는 스텁허브가 "사람들이 콘서트, 극장 공연, 스포츠 티켓을 사고 파는 방식을 혁신적으로 뒤흔든 디지털 시대의 최고 티켓 중개인이 되었다"고 2013년 밝힌 바 있다. 스텁허브는 미국 스포츠 및 엔터테인먼트 분야의 주요 스폰서가 되었다. 2019년 8월 기준 스텁허브는 메이저 리그 베이스볼, 뉴욕 양키스, 내셔널 풋볼 리그, 스테이플스 센터, 우버 등의 회사, 스포츠 팀, 경기장 등 100여개의 파트너를 보유하고 있다.
2012년 영국에서, 2015년 한국과 독일에서 서비스를 개시하였다.
미국 캘리포니아주 카슨에 있는 축구 경기장이자 로스앤젤레스 갤럭시의 홈구장으로 사용되고 있는 디그니티 헬스 스포츠 파크(Dignity Health Sports Park)가 2013년부터 2018년까지 스텁허브 센터로 불렸었다.